# El aquelarre (1823)

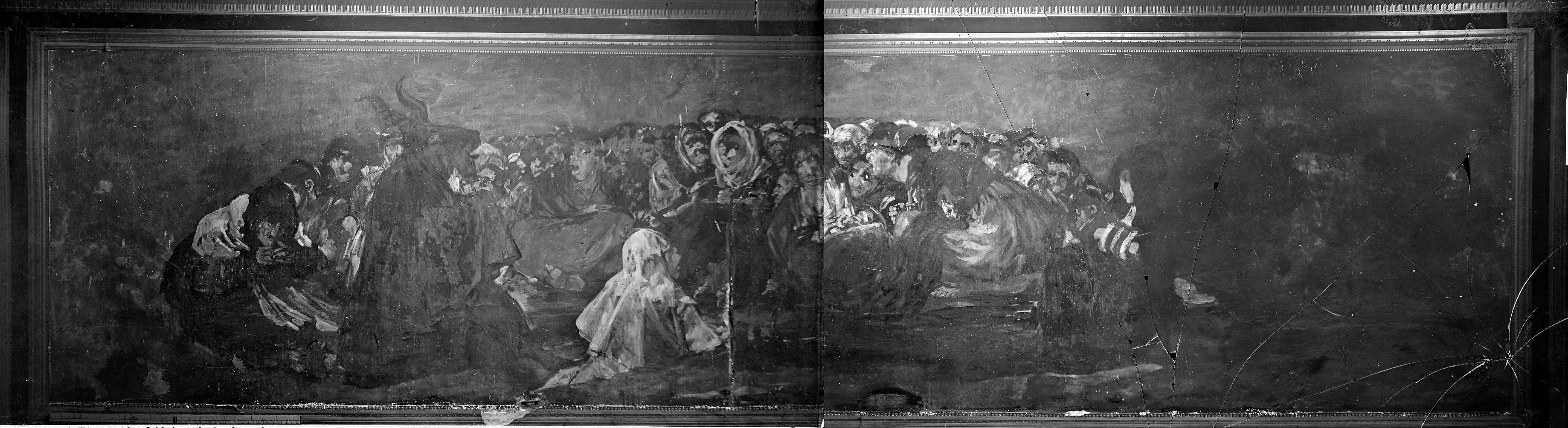
Fotografía del Aquelarre (en el año 1874) por J. Laurent, que testimonia su estado en la ubicación original en la Quinta del Sordo, en la que se aprecia un fragmento a la derecha que no se conserva en la actualidad. Fototeca del IPCE.

El aquelarre, Escena sabática o El gran cabrón es una de las pinturas al óleo sobre revoco que conforman las llamadas Pinturas negras, con las cuales Francisco de Goya decoró los muros de la Quinta del Sordo. La serie fue pintada entre 1820 y 1823.
Esta obra, junto con el resto de las Pinturas negras, fue trasladada de revoco a lienzo a partir de 1874 por Salvador Martínez Cubells, por encargo del barón Émile d'Erlanger, un banquero francés, de origen alemán, que tenía intención de venderlas en la Exposición Universal de París de 1878. Sin embargo, las obras no atrajeron compradores y él mismo las donó en 1881 al Museo del Prado, donde actualmente se exponen.
En julio de 1875 el periódico madrileño El Globo reseñó que el Sr. Martínez Cubells había conseguido trasladar con éxito El Aquelarre, que es nombrado como "Asamblea de brujos y brujas", "un hermoso lienzo de más de cinco metros de largo". Esta cita prueba que el restaurador Martínez Cubells trasladó la pintura completa, y que fue posteriormente cuando sufrió recortes en los lados, quizás para encajarla en un espacio limitado en París.

## Análisis del cuadro

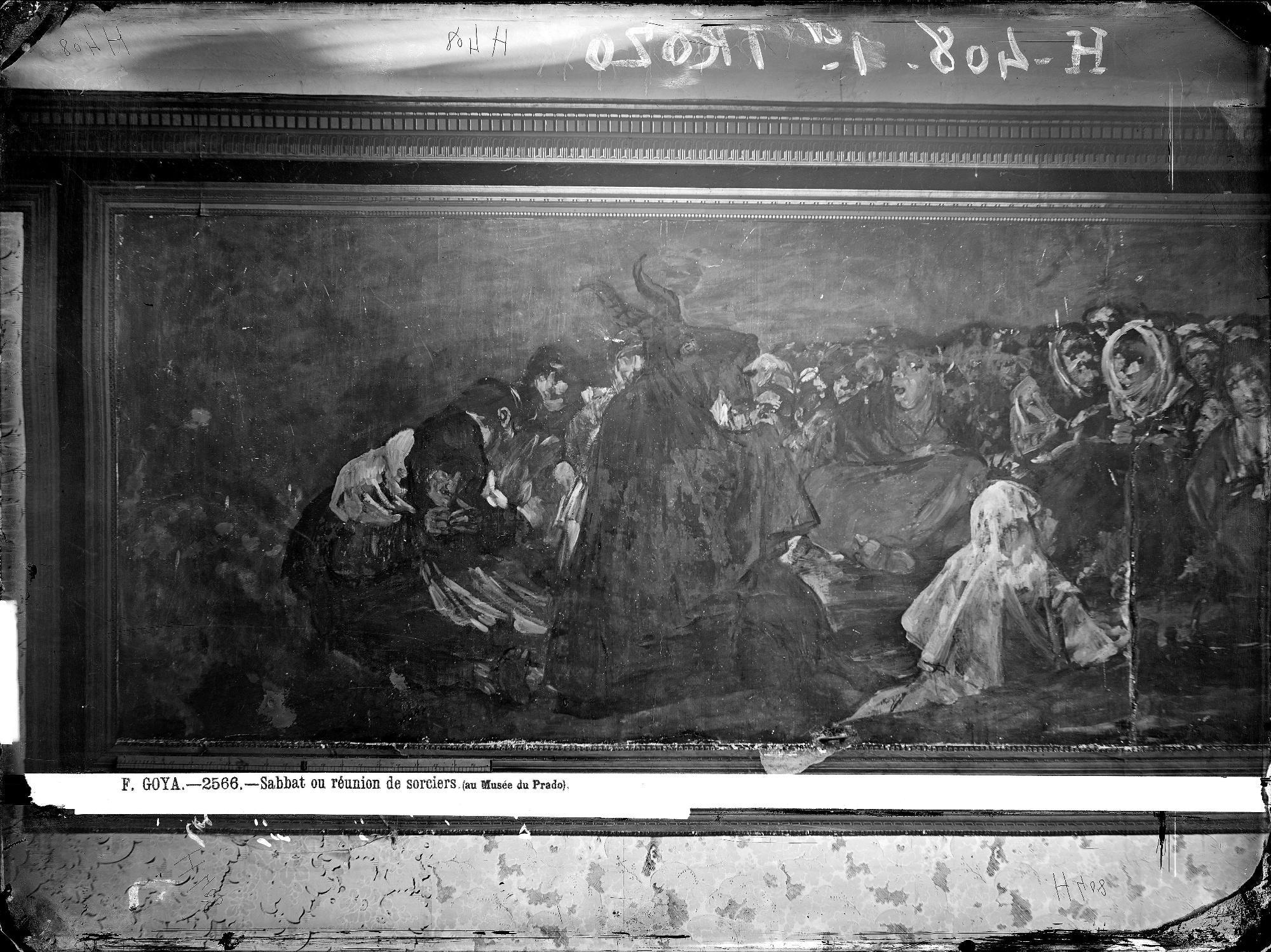
Detalle en 1874. Ampliando esta imagen se aprecia que la pintura estaba rodeada con un marco de papel pintado. El rótulo indicando "Museo del Prado" fue añadido al negativo hacia el año 1890, por los sucesores de Laurent. Fototeca del IPCE.

Esta pintura decoraba el lado sur del piso bajo de la casa de Goya (la Quinta del Sordo). Después de su traslado el lienzo ha perdido parte de su longitud por el lado derecho, a partir de la mujer sentada en la silla, por lo que el eje de simetría que sería la mujer de la falda negra y pañuelo blanco, a cuyos lados se mostrarían equidistantes las dos manchas negras del macho cabrío o satán y la mujer de la silla, se ha desplazado respecto del original. De este modo el grupo de brujas queda descompensado en un volumen uniforme sin el espacio que quedaba vacío a la derecha.
Era el Aquelarre el motivo central de la sala, llenando el lienzo entero del lado sur entre dos pequeñas ventanas. Enfrente figuraba un óleo de similar formato: La romería de San Isidro.

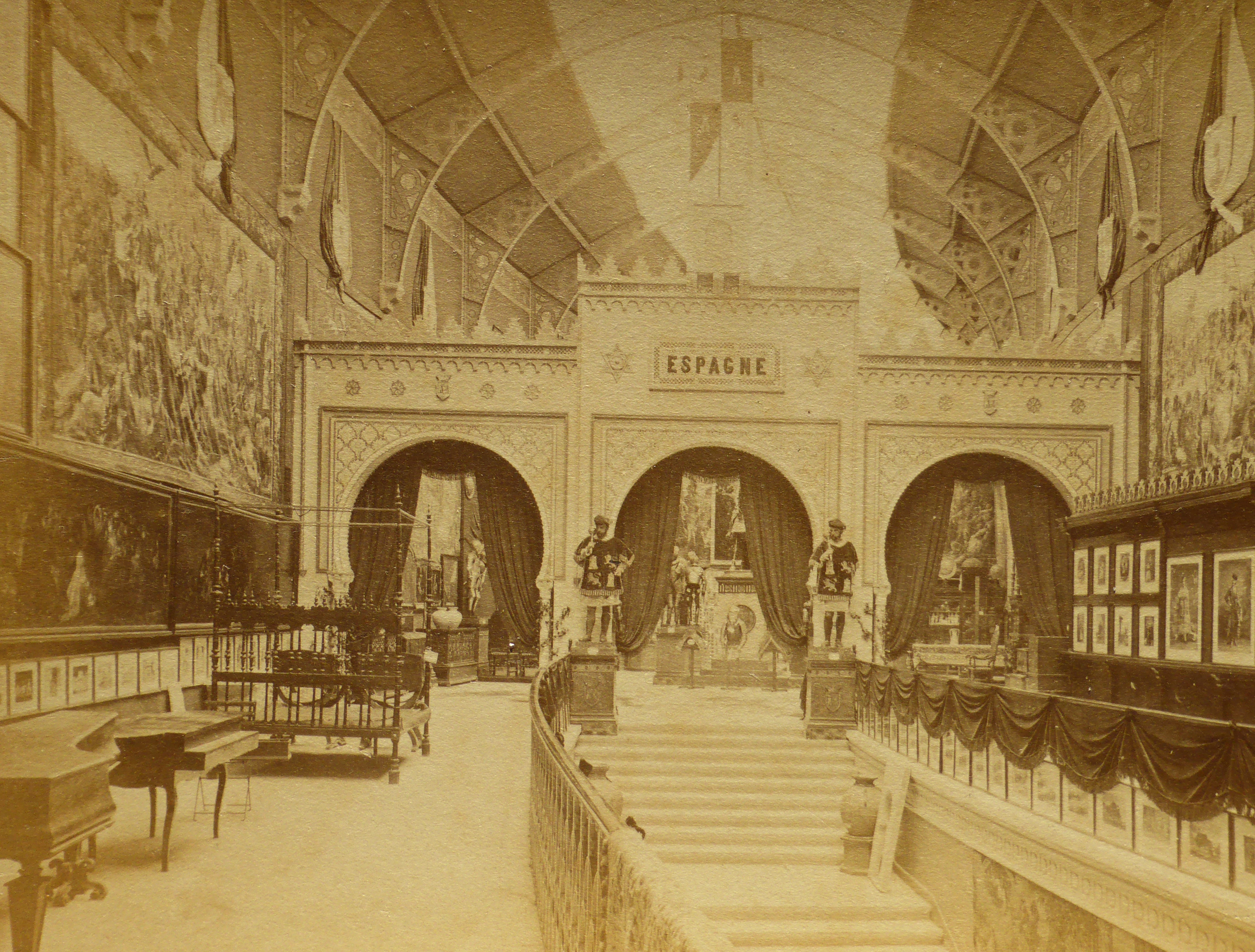
Exposición Universal de París (1878). A la izquierda vemos la pintura El aquelarre, que en 1875 se arrancó de los muros de la casa de la Quinta del Sordo.

Los personajes principales (la mujer sentada en la silla y el Cabrón) tienen el rostro oculto. Según la interpretación de Nigel Glendinning, el macho cabrío, que representa al demonio y tiene la boca abierta, estaría dirigiendo la palabra a la joven, que al parecer está siendo postulada a bruja. El resto de las figuras, además, miran al Cabrón, por lo que parecen prestar oídos a sus palabras, excepto la que aparece de espaldas en primer término, con mantilla de novicia, que mira a la joven.
Todas las figuras tienen aspecto grotesco y sus rostros están fuertemente caricaturizados, hasta el punto de haber animalizado sus rasgos. Por otro lado, la paleta es, como en todas las Pinturas negras, muy oscura, con abundante uso del negro. Algunas manchas de blanco muy veladas traslucen sombras también oscuras, y el resto de la gama va desde los amarillos y ocres hasta las tierras rojas con alguna pincelada a manchas azules.
La aplicación de la pintura es muy suelta, gruesa y rápida, buscando una contemplación lejana. Sin embargo aparecen líneas más finas que contornean las siluetas. Todos estos rasgos dotan al conjunto de una atmósfera de pesadilla, de ritual o ceremonia satánica, como corresponde al tema.
El tema de esta pintura negra ya lo había tratado Goya en 1797–1798, en un cuadro de pequeñas dimensiones que formaba parte de una serie destinada a decorar el palacio de la finca de recreo del Duque de Osuna y cuyo título era también El aquelarre.